# Bellcaire d'Urgell
Bellcaire d'Urgell là một đô thị trong tỉnh Lleida, cộng đồng tự trị Cataluña Tây Ban Nha. Đô thị Bellcaire d'Urgell có diện tích là ki-lô-mét vuông, dân số năm 2009 là người với mật độ người/km². Đô thị Bellcaire d'Urgell có cự ly km so với tỉnh lỵ Lleida.